# Controvèrsia entre el creacionisme i l'evolucionisme
La controvèrsia entre el creacionisme i l'evolucionisme és una disputa política sobre l'origen de la Terra, de la humanitat, de la vida i de l'univers. Aquesta controvèrsia és entre els que defineixen la validesa d'una creença religiosa particular (és a dir, creacionista) i els que donen suport a les teories científiques, particularment en el camp de la biologia evolutiva, però també en geologia, paleontologia, termodinàmica, física nuclear i cosmologia.
Aquest debat és principalment prevalent en algunes regions dels Estats Units d'Amèrica i ha assolit la màxima rellevància quant al currículum educatiu: mentre que uns defensen que s'ha d'ensenyar la biologia més acceptada, amb suport de l'acadèmia i exempta de creences religioses (que pertanyen a l'àmbit privat), d'altres afirmen que cal permetre la llibertat de càtedra dels docents, fomentar que diversos punts de vista convisquin a les aules i ensenyar que l'evolució és una teoria, depenent d'un paradigma i, per tant, refutable o susceptible de crítica i alternatives com el creacionisme. El debat s'ha portat en diverses ocasions als tribunals, amb sentències favorables a les dues bandes.